# John Maury Allin
John Maury Allin (* 22. April 1921 in Helena, Arkansas; † 6. März 1998 in Jackson, Mississippi) war von 1974 bis 1985 Presiding Bishop und Oberhaupt der Episcopal Church in the USA.

## Leben
John Maury Allin schloss 1945 sein Theologiestudium am St. Luke's Seminary der University of the South in Sewanee, Tennessee ab. 1962 fügte er einen Master of Education des Mississippi College in Clinton hinzu. Er wurde 1944 zum Diakon und elf Monate später zum Priester der Episkopalkirche ordiniert.
1961 wurde er in der St. James Church in Jackson, Mississippi, zum Bischof der Episcopal Diocese of Mississippi geweiht. Er amtierte zuerst als Koadjutor und ab 1966 als regulärer Bischof. 1973 wurde er Presiding Bishop und hatte dieses Amt bis zu seinem Eintritt in den Ruhestand 1986 inne. Daneben war er Kanzler der University of the South und im Ruhestand Kaplan der General Community of Transfiguration, eines anglikanischen Frauenordens. Er war Seelsorger der Gemeinde in Kennebunkport, zu der Präsident George H. W. Bush gehörte. Ferner war er Ehrenkanoniker der Kathedrale St. John the Divine in New York City und Kanoniker der St. George’s Cathedral in Jerusalem.

## Kontroversen
Auf dem Höhepunkt der Bürgerrechtsbewegung in den 1960er Jahren traf Allin die unpopuläre Entscheidung, an der Gründung des Committee of Concern mitzuwirken, das Mittel dafür sammeln sollte, mehr als 100 von weißen Rassisten niedergebrannte Kirchen wiederaufzubauen.
In seiner Amtszeit drängten mehr und mehr Kirchenmitglieder auf eine größere Beteiligung von Frauen und Schwarzen. Vier Jahre nach seiner Wahl bot Bischof Allin 1977 seinen Rücktritt an, nachdem die Episkopalkirche im Jahr zuvor die Öffnung des Priesteramtes für Frauen beschlossen hatte. Ihm war es, wie er auf einer Versammlung von Bischöfen und weiteren Verantwortlichen der Episkopalkirche erklärte, auch nach reiflicher Überlegung nicht möglich, Frauen in der Rolle des Priesters zu akzeptieren, da sie ebenso wenig Priester werden könnten, „wie sie Väter oder Ehegatten werden können“.

## Privatleben
John Maury Allin war verheiratet mit Ann Allin, sie hatten vier Kinder.